# Чиж Олександр Вікторович
Олександр Вікторович Чиж (біл. Аляксандр Віктаравіч Чыж; нар. 10 лютого 1997, Береза, Берестейська область, Білорусь) — білоруський футболіст, захисник мінського «Динамо».

## Клубна кар'єра
Футболом розпочав займатися в 10 років в своєму рідному місті Береза, перший тренер — Дмитро Сергійович Абакумов. З 2014 року розпочав виступи за дубль мінського «Динамо», згодом почав залучатися й до тренувань з першою командою.
У січні 2017 року він підписав новий довгостроковий контракт з «Динамо». Підготовку до сезону 2017 року проводив з основною командою, проте розпочав його в дублі. У травні Сергій Гуренко, який раніше керував дублюючим складом, призначений тренером головної команди, після чого Чижа перевели до першої команди. 10 травня 2017 року дебютував у Прем'єр-лізі, зіграв весь матч проти «Мінська» (2:0) на позиції центрального захисника.
У липні 2017 року відправився в оренду в наваполацький «Нафтан» до завершення сезону 2017 року. Першу гру за нову команду провів 31 липня у виїзному матчі зі «Слуцьком», вийшовши з перших хвилин. 15 жовтня в матчі з «Мінськом» Чижа випустили на поле на 56-й хвилині замість нігерійця Абдулазіза Лаваля, а на 3-й компенсованій до основного часу матчу він забив гол, який приніс його команді нічию 2:2. У складі «Нафтану» вдалося закріпитися в основному складі на позиції центрального захисника. За підсумками сезону на рахунку захисника було 13 матчів та один забитий м'яч. «Нафтан» зайняв останню сходинку в турнірній таблиці і вилетів у Першу лігу.
У січні 2018 року повернувся до «Динамо», але через численні травми й пошкоджень майже не грав. У сезоні 2018 роках чергував виступи в дублі та в основній команді, в жовтні не грав через травму. 11 липня 2019 року дебютував в єврокубках, провівши обидва матчі в рамках першого кваліфікаційного раунду Ліги Європи з латвійської «Лієпаєю». За підсумками двоматчевого протистояння білоруський клуб поступився супернику. 11 серпня в дербі з «Мінськом» відзначився першим голом за біло-синіх. Після подачі з кута поля Валерія Кічина Чиж вдало підставив голову й переправив м'яч у сітку воріт, принісши тим самим у компенсований час своїй команді перемогу з рахунком 3:2.

## Кар'єра в збірній
У 2015 році грав за юніорську збірну Білорусі в кваліфікації чемпіонату Європи.
25 березня 2017 року дебютував у молодіжній збірній Білорусі, зігравши всі 90 хвилин у товариському матчі проти Литви (2:1).

## Особисте життя
Старший брат Максим — також футболіст, виступає на позиції півзахисника.

## Досягнення
- Володар Кубка Білорусі (1):

«Торпедо-БелАЗ»: 2022-23

## Статистика виступів
| Сезон    | Дивізіон | Клуб              | Країна   | Матчі | Голи |
| -------- | -------- | ----------------- | -------- | ----- | ---- |
| 2014     | дубль    | «Динамо» (Мінськ) | Білорусь | 2     | 0    |
| 2015     | дубль    | «Динамо» (Мінськ) | Білорусь | 22    | 1    |
| 2016     | дубль    | «Динамо» (Мінськ) | Білорусь | 19    | 1    |
| 2017 (1) | Д1       | «Динамо» (Мінськ) | Білорусь | 1     | 0    |
| 2017 (2) | Д1       | «Нафтан»          | Білорусь | 13    | 1    |
| 2018     | Д1       | «Динамо» (Мінськ) | Білорусь | 5     | 0    |